# Општина Штип
Општина Штип је највећа и најважнија од 11 општина Источног региона у Северној Македонији. Седиште општине је истоимени град Штип.

## Положај
Општина Штип налази се у средишњем делу Северне Македоније. Са других страна налазе се друге општине Северне Македоније:
- север — Општина Пробиштип
- североисток — Општина Карбинци
- исток — Општина Радовиште
- југоисток — Општина Конче
- југ- Општина Неготино
- југозапад — Општина Градско
- запад — Општина Лозово
- северозапад — Општина Свети Никола

## Природне одлике
Рељеф: Општина Штип припада области равног и плодног Овчег поља, које на ободу општине затварају брегови и брда Родопских планина, са истока Плачковица, са југа Серта.
Клима у општини је топлија варијанта умерене континенталне климе због утицаја Средоземља.
Воде: Река Брегалница је најзначајнији водоток у општини, а значајна је и Крива Лакавица, која се слива са југа и утиче у реку Брегалницу на подручју општине.

## Становништво
Општина Штип имала је по последњем попису из 2002. г. 47.796 ст., од чега у седишту општине 40.016 ст. (81%). Општина је средње густо насељена, али је сеоско подручје ретко насељено.
Национални састав по попису из 2002. године био је:
|           | Број   | Постотак |
| Укупно    | 47.796 | 100%     |
| Македонци | 41.670 | 87,1%    |
| Роми      | 2.195  | 4,6%     |
| Власи     | 2.074  | 4,3%     |
| Турци     | 1.272  | 2,7%     |
| остали    | 585    | 1,2%     |

## Насељена места
У општини постоји 44 насељена места, једно градско — Штип, а осталих са статусом села:
| - Штип - Балталија - Брест - Врсаково - Горачино - Доброшани - Долани - Драгојево - Едеклерци | - Јамуларци - Калапетровци - Кошево - Криви Дол - Лакавица - Лесковица - Липов Дол - Љуботен - Никоман | - Ново Село - Пенуш - Пиперево - Почивало - Пухче - Сарчијево - Селце - Скандалци - Софилари | - Стари Караорман - Степанци - Суво Грло - Судић - Сушево - Танатарци - Тестемелци - Топлић - Три Чешми | - Хаџи Реџеплија - Хаџи Сејделија - Хаџи Хамзалија - Црешка - Чардаклија - Чифлик - Шашаварлија - Шопур |  |